# Teatro Olimpia
Le Teatro Olimpia ouvert en 1899 et rénové en 1933 est un ancien théâtre situé à Milan fermé en 1965, désormais perdu. Ce qui reste étant les structures occupées désormais par le magasin Decathlon dans le Largo Cairoli,. 

## Histoire
Il s'agit d'une grande salle en sous sol qui à la fin du XIXe siècle accueillait des compétitions de cyclisme, d'athlétisme et de boxe. Le nom d'« Olympia », découle de cette période consacrée au sport. Le théâtre commence à fonctionner au début du XXe siècle. Au début, c'était un café-concert, la grande salle comportait de nombreuses tables, le billet d'entrée incluant le prix d'une boisson, et la petite scène servait aux représentations de chanteurs et d'artistes de variétés. Puis, dans les années 1930, l'Olimpia est transformé en véritable théâtre,
Le théâtre est rénové en 1942, caractérisé par une entrée spacieuse, conduisant le spectateur par un large escalier jusqu'à un couloir entourant l'espace des stalles,.
Au fil des années, Olimpia se renforce, privilégiant la représentation de pièces comiques, avec les interprétations entre-autres d'Antonio Gandusio , Dina Galli, Anna Carena, Marcello Marchesi, Tino Scotti,Franca Rame, Sandra Mondaini,.
La saison 1955-1956 fut marquée par une nouveauté, grâce à l'initiative de Maner Lualdi. Pendant quelques mois, il transforme l'Olimpia en « Théâtre des quinze nouveautés », une expérience qui consiste à faire juger par le public, par un vote « oui ou non », quinze pièces en un acte commandées à des écrivains et journalistes italiens, et jouées par Carlo Ninchi, Laura Solari, Nando Gazzolo et Mario Castellani.
Puis s'amorcent dix années d'un lent déclin.
En 1965, Olimpia ferme ses portes et l' espace souterrain reste inoccupé  pendant plusieurs décennies, puis, comme un retour aux sources, il s'est ouvert à cet endroit un grand magasin d'articles de sport,.